# Sarah Yu Zeebroek
Sarah Yu Zeebroek (1983) is een Belgisch kunstenaar, illustratrice en muzikant met Chinese roots. Ze werkt zowel autonoom als in opdracht. Ze is de dochter van kunstenaar Luc Zeebroek (Kamagurka) en de zus van muzikant Boris Zeebroek (Bolis Pupul).

## Biografie
Sarah Yu Zeebroek behaalde een master Beeldende kunst illustratie aan Sint-Lucas Gent. Ze illustreert voor onder andere De Morgen, Vrij Nederland, Humo, NRC Handelsblad en Knack Focus. Ze verzorgde ook het artwork voor meerdere bekende bands waaronder Triggerfinger, Bed Rugs, Phlitman & Kang, The Rhythm Junks, Nasca, Dijf Sanders en de Piepkes.
Zeebroek is zangeres bij de band Hong Kong Dong die ze heeft opgericht met haar broer Boris Zeebroek en haar man Geoffrey Burton. Ze zingt het nummer Ma Tau Wai Road als Salah Pupul op het album Letter to Yu van Bolis Pupul.

## Muziek
- Sweet Sensations (2012), LP Hong Kong Dong
- Kala Kala ( 2017), LP, Hong Kong Dong

## Theater
- Krakende Verhaaltjes, samen met Steven de Bruyn, Jeugd en Muziek.
- The Great Downhill Journey of Little Tommy (2013) visuele voorstelling samen met Jonas Vermeulen en Boris Van Severen.
- The Only Way is Up - Campo
- De zaak van de dieren tegen de mensen - Het Paleis
- Drie Sterke Vrouwen - Walpurgis
- Operaar Poephaar - de piepkes productie + Kopergietery + Handelsbeurs Gent
- Wij, de verdronkenen - Walpurgis, Kloppend Hert en BOT

## Publicaties
- Verre Vrienden ( Gerda Dendooven&Michael De Cock) - Standaard Uitgeverij
- HOERAAR! (de piepkes) - Uitgeverij Het Paard
- MANIFEEST (de piepkes) - Uitgeverij Lannoo